# یوسف اعتصامی

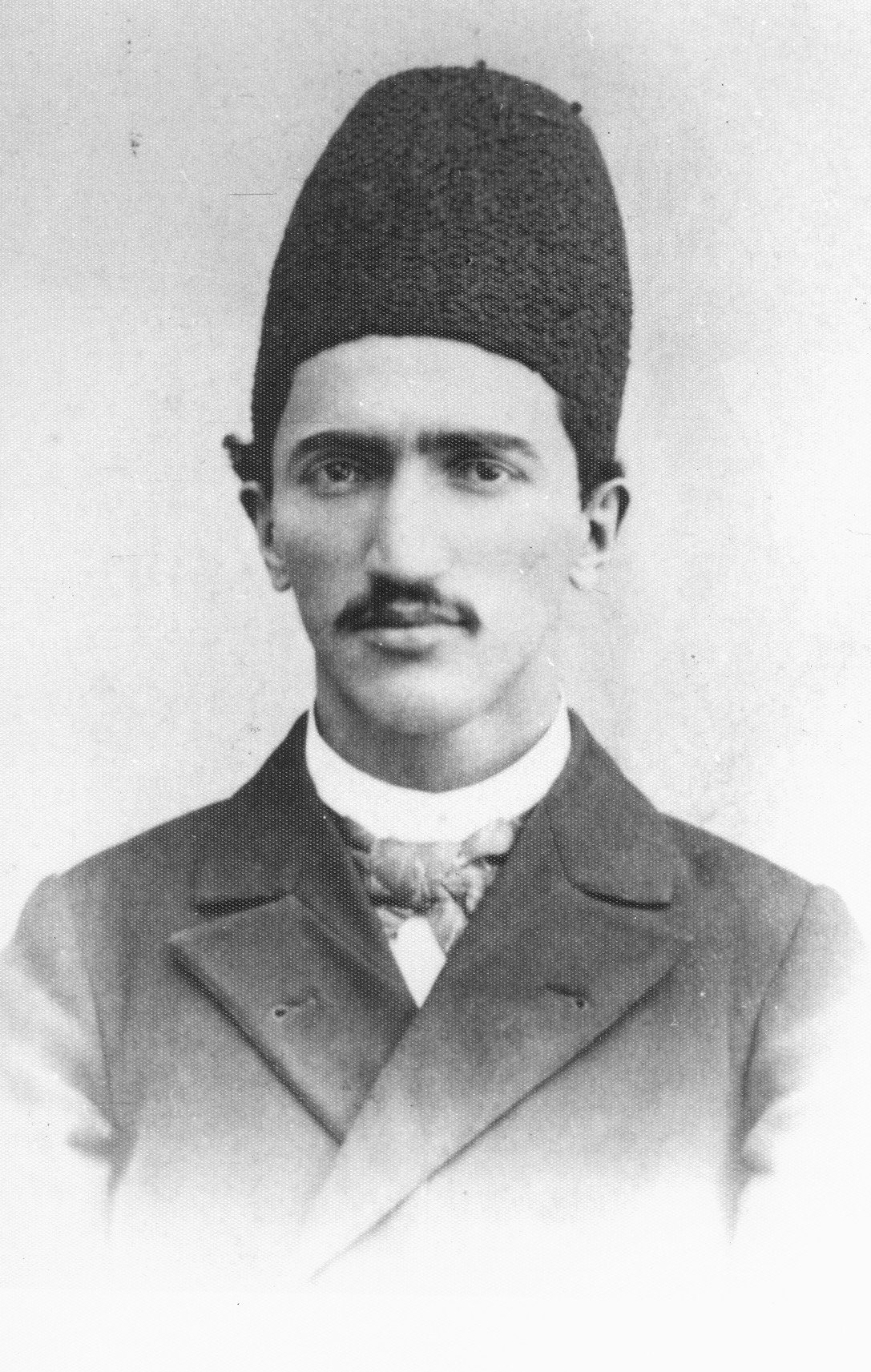
یوسف اعتصامی

یوسف اعتصامی (اعتصام‌الملک آشتیانی) نویسنده، ناشر، اسپرانتودان و مترجم ایرانی در سال ۱۲۵۴ در تبریز به دنیا آمد و در سال ۱۳۱۶ درگذشت. پدرش میرزا ابراهیم خان مستوفی‌الممالک از نجبای آشتیان (از شهرهای استان مرکزی نزدیک اراک) بود که در جوانی با سمت استیفای آذربایجان به تبریز آمد و با گوهر خانم ازدواج کرد و تا آخر عمر در این شهر ماند. به همین جهت یوسف تا آخر حیات پدر مشهور به اعتصام دفتر بود و پس از فوت او ملقب به اعتصام‌الملک شد. دوران کودکی را تحت تربیت پدرش و معلمان خصوصی به تحقیق مقدمات علوم پرداخت. او فرزند رئیس کل دارایی استان آذربایجان ابراهیم اعتصام‌الملک، برادر بزرگ نقاش و معمار ابوالحسن اعتصامی و پدر پروین اعتصامی بود.
گفته شده وی از خان های روستاهای اطراف آشتیان بوده و اراضی زیادی در این حوزه داشته است.

## زندگی سیاسی
در اواخر دهه ۱۲۷۰ اولین چاپخانه حروفی تبریز را دائر و در ۱۲۸۹ مجلهٔ بهار را تأسیس کرد و مدیریت آن را به عهده داشت. مجلهٔ بهار ماهنامه‌ای بود شصت و چهار صفحه‌ای که در دو دوره، ۹۰–۱۲۸۹ و ۱–۱۳۰۰، منتشر شد. در شمارهٔ اول اهداف مجله بدین شرح آمده‌است: «مقصود از تأسیس مجموعهٔ بهار این است که مطالب سودمند علمی و ادبی، اخلاقی، تاریخی، اقتصادی، فنون متنوعه را که امروز دانستن آنها دارای اهمیت بیشمار است… به انظار ارباب دانش عرضه بدارد، و تعمیم معارف را… بر عهده گرفته افکار عمومی را با معلومات مفیده آشنا نماید. “ اغلب مقالات مجله نوشته یا ترجمهٔ یوسف اعتصامی بود، و بخش وسیعی به فرهنگ غرب اختصاص داشت. به روایت ادوارد براون (۱۹۲۸ م، ۴۸۹) مجلهٔ بهار ”لحنی بسیار معاصر و اروپائی» داشت؛ و در دانشنامه ایرانیکا، حشمت موید از آزادی‌خواهی و انسان دوستی مدیر مجله می‌گوید.
در دورهٔ دوم مجلس شورای ملی، نمایندگان او را به جای اسماعیل خان نوبری که از نمایندگی آذربایجان استعفا کرده بود، در یازدهم اردیبهشت ۱۲۹۰ به نمایندگی برگزیدند. در دوره سوم (۱۴ آذر ۱۲۹۳–۱۲۹۴ خورشیدی) از طهران به وکالت مجلس شورای ملی انتخاب شد. او در مقاطع مختلف، ریاست کتابخانهٔ سلطنتی، دارالتألیف وزارت معارف، و کتابخانهٔ مجلس شورای ملی را تقبل کرد.

## آثار و تألیفات
یوسف اعتصامی نزدیک به چهل جلد کتاب ترجمه کرد، از جمله ترجمهٔ فارسی تربیت نسوان قاسم امین، کتاب اول تیره بختان ویکتور هوگو، خدعه و عشق فریدریش شیلر، و سفینهٔ غواصه یا سیاست تحت بحری ژول ورن. از دیگر آثار او تفسیری به عربی از اطواق الذهب ابوالقاسم محمود زمخشری و فهرست کتابخانهٔ مجلس است. برخی او را نخستین کسی می‌دانند که ایرانیان را با زبان اسپرانتو آشنا کرد.